# Robert Ettinger

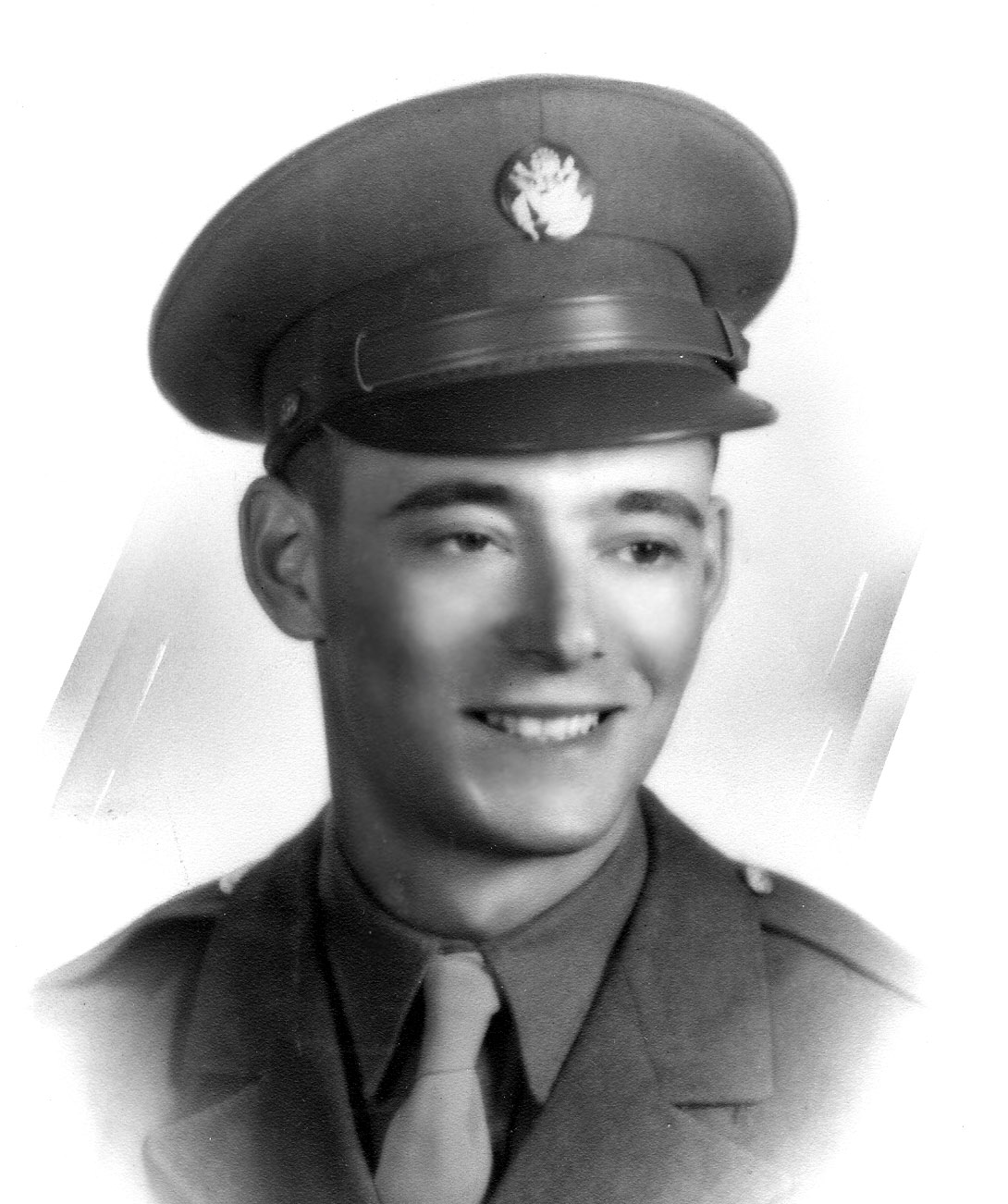
Ettinger t.t.v. de Tweede Wereldoorlog

Robert Chester Wilson Ettinger (Atlantic City (New Jersey), 4 december 1918 - Detroit, 23 juli 2011) was internationaal bekend als "vader van het cryonisme" dankzij zijn boek uit 1962 'The Prospect of Immortality'. Hij verdient ook de titel "vader van het transhumanisme" door zijn boek uit 1972 'Man into Superman'. Hij stichtte het Cryonics Institute en de verwante Immortalist Society en was voorzitter ervan. Zijn eerste en tweede vrouw zijn allebei ingevroren. Ook zelf is hij vrijwel direct na zijn overlijden ingevroren.

## Wortels van het cryonisme insciencefiction
Robert Ettinger groeide op met de Amazing Stories van Hugo Gernsback in de veronderstelling dat biologen nog tijdens zijn leven het geheim van de eeuwige jeugd zouden ontdekken. Tijdens zijn adolescentie in de jaren 30 begreep hij dat het wel wat langer zou duren.
Ettinger las een verhaal van Neil R. Jones, The Jameson satellite, dat in 1931 verscheen in een aflevering van Amazing Stories. In het verhaal liet professor Jameson zijn lichaam in een omloopbaan om de aarde brengen om daar (zoals de auteur verkeerdelijk aannam) voor altijd bewaard te blijven bij een temperatuur vlak boven het absolute nulpunt. Miljoenen jaren later, nadat de mensheid was uitgestorven, brachten hoogontwikkelde wezens de professor weer tot leven.
Ettinger vond dat de auteur de clou van het verhaal gemist had. Waarom zou niet iedereen op aarde na de dood ingevroren kunnen worden om later door hun verder ontwikkelde nabestaanden weer tot leven gewekt te worden?
In 1947 schreef Ettinger het korte verhaal The penultimate trump en publiceerde het in 1948 in de reeks Startling Stories. Ettinger werd daarmee de bedenker van het cryonisme.

## Cryonisme
Bij cryonisme wordt het lichaam in een vat met vloeibare stikstof bewaard tot de dag, hoe ver die ook mag zijn, dat de wetenschap in staat zal zijn doden weer tot leven te wekken.
Volgens de cryonisten kan men drie verschillende fasen onderscheiden in de dood. In de eerste fase stoppen de ademhaling en de bloedcirculatie; longen en hart werken niet meer. In deze fase zullen medici er nog alles aan doen het hart weer te laten kloppen. In de tweede fase is opwekking van het lichaam niet meer mogelijk, maar zijn nog niet alle cellen afgestorven. De derde, definitieve fase is ingetreden als alle lichaamscellen onomkeerbaar dood zijn. Voor de cryonisten gaat het om de tweede fase, het is belangrijk de cliënt te bereiken vóór de derde fase is ingetreden en zijn lichaam zo snel mogelijk op te slaan in stikstof. De cryonist spreekt over een ‘opgeschorte dood' (suspended death) of cryonic suspension.
Verschillende bedrijven leggen zich toe op het invriezen van lichamen. Het bedrijf dat haar publiciteit blijkbaar het beste verzorgt, want de meeste aandacht krijgt, is de Alcor Life Extension Foundation te Californië.
Wordt het hele lichaam opgeslagen dan betaalt men daar zo'n slordige honderdduizend dollar voor. Men kan ook alleen het hoofd laten invriezen - wetenschappers van de toekomst zullen dit probleemloos kunnen aanvullen met een lichaam - dit kost zo'n 60.000 dollar.
Tot nu toe hebben enkele tientallen Amerikanen zich gewaagd aan een vat met stikstof. Bij Alcor zijn 28 ingevrorenen opgeslagen. De eerste cryonic suspension vond plaats in 1966, maar de vrouw om wie het ging werd later weer ontdooid en alsnog begraven, omdat haar verwanten bedenkingen hadden gekregen. De eer de eerste en oudste ‘freezee' te zijn gaat nu naar een 73-jarige leraar psychologie die in 1967 in stikstof is gedompeld.

## Boeken van Robert Ettinger
- Prospect of Immortality (1962, 1964 & latere edities)
  - online beschikbaar The Prospect of Immortality
- Man Into Superman (1972 & latere edities)
  - online beschikbaar Man Into Superman
- Youniverse (2004 & 2009)
- De diepvriesmens. Kunnen wij langer leven? Nederlandse vertaling C.A. Lankester-Vanderlinden. Amsterdam, Brussel; Elsevier, 1969, 8°, 220 p. (Agon bibliotheek)
  - online foto van de cover van de Nederlandse uitgave Nederlandse cover